# Molophilus subbelone
Molophilus subbelone är en tvåvingeart som beskrevs av Hynes 1988. Molophilus subbelone ingår i släktet Molophilus och familjen småharkrankar. Inga underarter finns listade i Catalogue of Life.